# Misión sui iuris de Kalumburu
El misión sui iuris de Kalumburu (en latín: Missio sui iuris Kalumburana y en inglés: Mission sui iuris of Kalumburu) fue una circunscripción eclesiástica de la Iglesia católica en Australia. Se trataba de una misión sui iuris latina, inmediatamente sujeta a la Santa Sede. Fue suprimida en 1981.

## Territorio y organización

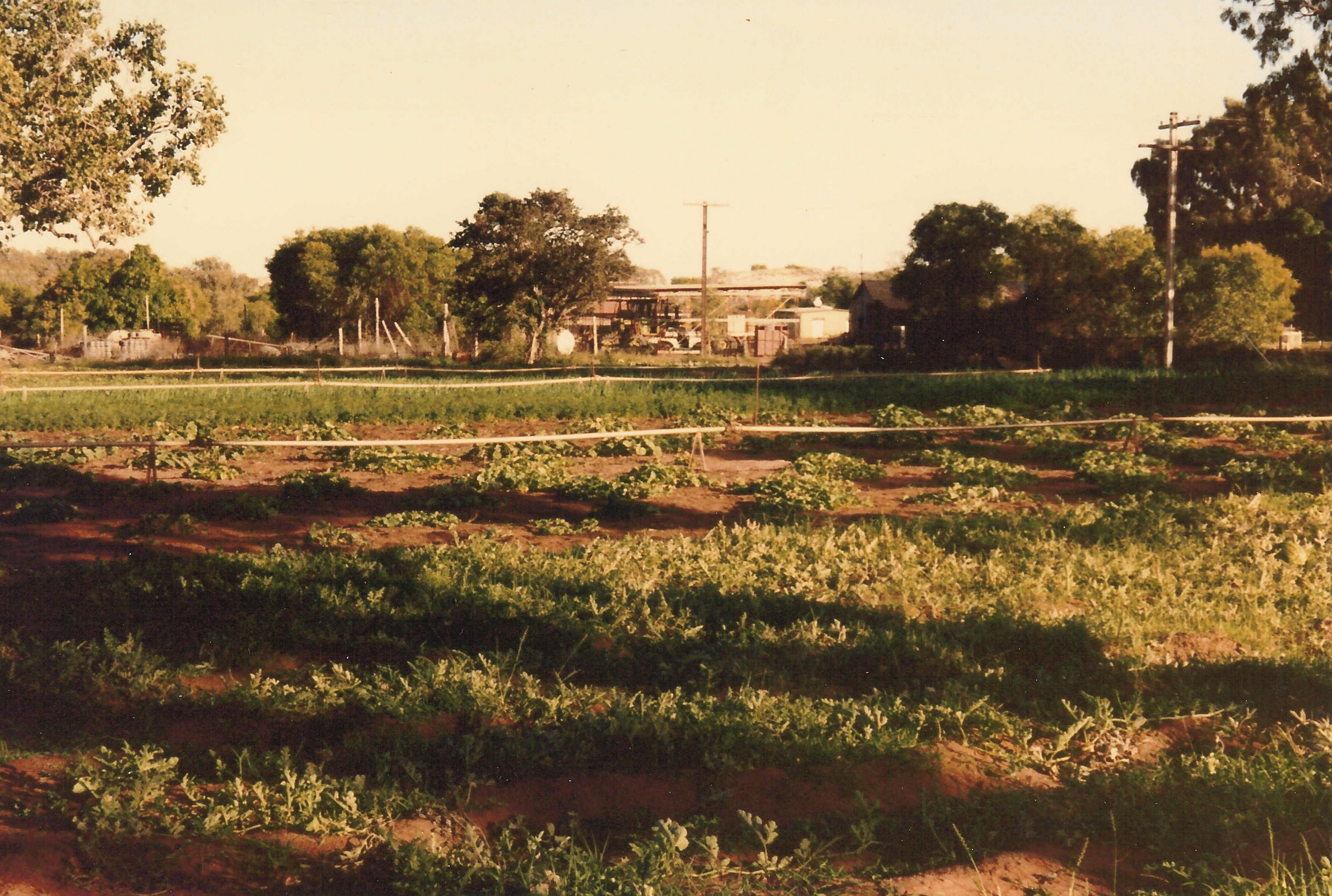
Jardín de la misión en Kalumburu

La misión sui iuris extendía su jurisdicción sobre los fieles católicos de rito latino residentes en el extremo norte del estado de Australia Occidental. Sus límites eran el meridiano 128° E y el paralelo 16° S.
La sede de la misión sui iuris se hallaba en la localidad de Kalumburu, en donde se encontraba la iglesia principal de la Asunción de la Santísima Virgen María.
En 1969 en la misión sui iuris existía una parroquia: Asunción de la Santísima Virgen María.

## Historia
En 1905 la Congregación Sublacense decidió establecer una misión cerca del río Drysdale, lo que se concretó en 1908 a 20 kilómetros al noreste del emplazamiento actual, en Pago, cerca del extremo sur de la bahía de Napier Broome, por monjes benedictinos de Nueva Nursia. En 1937 los problemas de suministro de agua obligaron a los misioneros a trasladarse al emplazamiento actual en Kalumburu Pool, a orillas del río King Edward.
Tras el estallido de la Segunda Guerra Mundial el gobierno australiano puso en servicio un aeródromo en la misión. El 27 de septiembre de 1943 la base y el asentamiento fueron atacados por 21 bombarderos japoneses Kawasaki Ki-48. El superior de la misión, el padre Thomas Gil, de 45 años, y cinco aborígenes de entre 1 y 45 años, murieron en el ataque. Muchos edificios de la misión también fueron destruidos o gravemente dañados durante el ataque.
La misión sui iuris de Drysdale River fue erigida el 4 de mayo de 1910 mediante el decreto Ad fluvium Drisdale-River de la Sagrada Congregación para la Propagación de la Fe, tomando su territorio del vicariato apostólico de Kimberley en Australia Occidental (hoy diócesis de Broome). La misión quedó sujeta a la abadía territorial de Nueva Nursia. El propósito de la misión era la evangelización de los aborígenes australianos.
El 8 de septiembre de 1971 tomó el nombre de misión sui iuris de Kalumburu mediante el decreto Cum propositum de la Congregación para la Evangelización de los Pueblos.
En 1981 fue abolida la misión sui iuris de Kalumburu y su territorio agregado a la diócesis de Broome como parroquia de Nuestra Señora de la Asunción.

## Estadísticas
Según el Anuario Pontificio 1971 la diócesis tenía a fines de 1969 un total de 250 fieles bautizados.
| Año                                                                             | Población            | Población | Población      | Sacerdotes | Sacerdotes    | Sacerdotes    | Bautizados por sacerdote | Diáconos permanentes | Religiosos | Religiosos | Parroquias |
| Año                                                                             | Bautizados católicos | Total     | % de católicos | Total      | Clero secular | Clero regular | Bautizados por sacerdote | Diáconos permanentes | Varones    | Mujeres    | Parroquias |
| ------------------------------------------------------------------------------- | -------------------- | --------- | -------------- | ---------- | ------------- | ------------- | ------------------------ | -------------------- | ---------- | ---------- | ---------- |
| 1950                                                                            | 96                   | 240       | 40.0           | 4          |               | 4             | 24                       |                      | 5          | 3          | 1          |
| 1962                                                                            | 150                  | ?         | ?              | 2          |               | 2             | 75                       |                      | 4          | 4          |            |
| 1969                                                                            | 250                  | 325       | 76.9           | 3          |               | 3             | 83                       |                      | 4          | 3          | 1          |
| Fuente: Catholic-Hierarchy, que a su vez toma los datos del Anuario Pontificio. |                      |           |                |            |               |               |                          |                      |            |            |            |

## Episcopologio
- P. Fulgentius Antonio Torres, O.S.B. † (4 de mayo de 1910-5 de octubre de 1914 falleció)
  - Sede vacante (1914-1971)[nota 1]
- P. Bernard Rooney, O.S.B. (21 de septiembre de 1971-1980 renunció)